# Thomas Sumter
Thomas Sumter (né le 14 août 1734 et mort le 1er juin 1832) était un général de l'armée de terre des États-Unis et un sénateur américain de l'État de Caroline du Sud.

## Biographie
Thomas Sumter est né à Hanovre County, en Virginie en 1734. Son père William Sumter était un immigrant du pays de Galles, qui exploitait un moulin. Étant donné son éducation rudimentaire, Sumter s'est enrôlé dans la milice de Virginie.
Il a servi dans la désastreuse expédition Braddock de 1755, durant la bataille de la Monongahela, lors de la guerre de Sept Ans.
En 1761, Sumter est invité à participer à l'expédition Timberlake, organisée par le colonel Adam Stephen pour visiter les Cherokees (dans l'actuel Tennessee) afin de vérifier que la guerre avec les Cherokees était terminée dans l'arrière-pays de Virginie. Stephen a donné le commandement de l'expédition de Henry Timberlake, qui s'est porté volontaire pour cette mission. Timberlake était accompagné de Sumter (alors sergent) et d'un interprète du nom de John McCormack. Le groupe avait acheté un canot. Le plan était de suivre la rivière Holston jusqu'à son confluent, suivre la rivière Little Tennessee, et arriver à vers Overhill. L'expédition débuta le 28 novembre 1791 et le 20 décembre ils ont été accueillis par le chef de la ville d'Overhill, le chef Ostenaco. Après avoir passé plusieurs jours en ville, le chef Ostenaco prononça un discours et enterra solennellement la hache de guerre, symbolisant un état de paix entre les Anglais et les Cherokee. Timberlake fuma plusieurs pipes cérémonielles de paix avec les chefs réunis.
À la fin de janvier, des rumeurs commencèrent à circuler selon lesquelles les Cherokees avaient repris les hostilités avec les tribus rivales au nord. Bien que les rumeurs s'avérèrent fondées sur un malentendu, Timberlake s'inquiéta néanmoins et demanda à Ostenaco de le guider vers la Virginie. Ostenaco accepta à contrecœur. Timberlake avait décidé de faire le voyage de retour par voie terrestre, après avoir acheté des chevaux au Cherokees. Ostenaco, accompagné de plusieurs guerriers Cherokee, guida le groupe de Timberlake vers le nord, qui fait suite à la base occidentale de la chaîne des Appalaches. Le 11 mars, le groupe arriva au village abandonné d'Elajoy, le long de la rivière Little à ce qui s'appelle maintenant Maryville, ils traversèrent la rivière le lendemain. Une semaine plus tard, ils atteignirent Fort Robinson, dont la garnison avait abandonné le poste, mais avait laissé derrière elle une grande quantité de farine. L'expédition se termina le 22 mars et le reste du groupe arriva à Williamsburg début avril.
À Williamsburg, Ostenaco professa son désir de rencontrer le roi d'Angleterre. Bien qu'il craignait le voyage, il convainquit Timberlake. En mai 1762, Timberlake, Sumter, et trois éminents dirigeants Cherokee, y compris Ostenaco, partirent pour Londres. Arrivé début juin, les Cherokees étaient une attraction immédiate, ils attirèrent les foules partout dans la ville. Le poète Oliver Goldsmith attendit pendant trois heures pour répondre aux Cherokees et offrit un cadeau à Ostenaco. Ils laissèrent Sir Joshua Reynolds prendre leurs portraits et ils rencontrèrent personnellement le roi George III. Les Cherokees retournèrent en Amérique du Nord avec le sergent Sumter le 25 août 1762.
À son retour aux colonies, en raison de difficultés financières, il demanda à la colonie pour le remboursement de ses frais de déplacement, mais cela lui fut refusé. Il fut ensuite emprisonné pour dettes en Virginie. Lorsque son ami et camarade soldat Joseph Martin arriva à Staunton, Martin demanda à passer la nuit avec Sumter en prison. Martin donna à Sumter dix guinées et un tomahawk. Sumter utilisa l'argent pour acheter sa sortie de prison en 1766. Lorsque Martin et Sumter furent réunis quelque trente ans plus tard, Sumter remboursa l'argent.
Sumter s'installa ensuite vers Stateburg, dans les Hautes-Collines de Santee. Il y épousa la veuve Mary Jameson en 1767, et, ensemble, ils ouvrirent plusieurs petites entreprises et devinrent propriétaires de plantations. En raison de sa richesse et du respect dans la communauté, il réussit à former une milice locale.
En février 1776, Sumter fut élu lieutenant-colonel du régiment de la Deuxième régiment de Caroline du Sud, dont il fut ensuite nommé colonel. Il a ensuite été nommé général de brigade de la milice de Caroline du Sud, un poste qu'il occupa jusqu'à la fin de la guerre. Il participa à plusieurs batailles dans les premiers mois de la guerre, y compris la campagne pour prévenir une invasion de la Géorgie. Sa plus grande réussite militaire fut probablement sa campagne de guérilla, qui contribua à la décision de lord Charles Cornwallis de quitter la Caroline pour la Virginie. Cornwallis fut vaincu à Yorktown en octobre 1781.
Sumter gagna le surnom de The Gamecock Carolina pendant la Révolution américaine pour ses tactiques de combat féroce, quelle que soit sa taille. Un général britannique fit remarquer que Sumter « s'est battu comme un coq de combat ».
Après la Révolution, Sumter fut élu en tant que membre de la Chambre des représentants américaine, du 4 mars 1789 au 4 mars 1793 et du 4 mars 1797 au 15 décembre 1801. Il fut ensuite élu sénateur par l'assemblée législative pour combler le poste laissé vacant par la démission du sénateur Charles Pinckney. Sumter siégea au Sénat jusqu'à sa retraite le 16 décembre, 1810.
Sumter est décédé le 1er juin 1832 à Mont Sud, sa plantation de près de Stateburg, à l'âge de 97 ans.